# Порожнее
Порожнее — село в Шипуновском районе Алтайского края России. Административный центр Порожненского сельсовета.

## География
Село находится в центральной части Алтайского края, в пределах степной зоны Предалтайской равнины, на правом берегу реки Порожней, на расстоянии примерно 21 километра (по прямой) к западу-северо-западу (WNW) от села Шипуново, административного центра района. Абсолютная высота — 236 метров над уровнем моря.
Климат характеризуется как континентальный. Средние показатели температуры воздуха в зимний период находятся в диапазоне между −45 °C и −10 °C, летом — в диапазоне между 15 °C и 40 °C. Количество осадков, выпадающих зимой, в среднем составляет 187 мм, летом — 273 мм.

## История
Основано в 1819 году. По данным 1926 года имелось 493 хозяйства и проживало 2527 человек (в основном — русские). Действовали школа I ступени, изба-читальня, библиотека, лавка общества потребителей, фельдшерский пункт, сельскохозяйственное и кредитное товарищества. В административном отношении село являлось центром Порожненского сельсовета Шипуновского района Рубцовского округа Сибирского края.
В селе Порожнее родился Герой Советского Союза Сериков, Василий Дмитриевич.

## Население
| 1926 | 1997 | 1998 | 1999 | 2000 | 2001 | 2002 |
| ---- | ---- | ---- | ---- | ---- | ---- | ---- |
| 2527 | ↘907 | ↘895 | ↘863 | →863 | ↗878 | ↘854 |
| 2003 | 2004 | 2005 | 2006 | 2007 | 2008 | 2009 |
| ↘846 | ↗857 | ↘856 | ↗864 | →864 | ↗868 | ↗897 |
| 2010 | 2011 | 2012 | 2013 |      |      |      |
| ↘832 | ↘831 | ↘825 | ↘805 |      |      |      |

Согласно результатам переписи 2002 года, в национальной структуре населения русские составляли 96 %.

## Инфраструктура
В селе функционируют средняя общеобразовательная школа, детский сад, и фельдшерско-акушерский пункт.

## Улицы
Уличная сеть села состоит из восьми улиц, одного переулка и одной площади.